# Марсель Робер Трофи
Марсель Робер Трофи (англ. Marcel Robert Trophy) — приз, ежегодно вручаемый игроку Главной юниорской хоккейной лиги Квебека, который лучше других объединяет работу на льду с успехами в учёбе.

## Победители
Выделены игроки так же получавшие в этом сезоне трофей Лучший игрок-ученик CHL.
- 2023–24 Алекси Морен, Шикутими Сагенинс
- 2022–23 Жюльен Белан, Римуски Осеаник
- 2021–22 Шарль Трюшон, Квебек Ремпартс
- 2020–21 Джакоб Гуше, Валь-д'Ор Форёрз
- 2019–20 Рафаэль Харви-Пинар, Шикутими Сагенинс
- 2018–19 Мэттью Уэлш, Шарлоттаун Айлендерс
- 2017–18 Александр Ален, Бленвиль-Буабриан Армада
- 2016–17 Антуан Сэмюэл, Бэ-Комо Драккар
- 2015–16 Алексис Д’Ауст, Шавиниган Катарактез
- 2014–15 Джереми Грегуар, Бе-Комо Дрэккэр
- 2013–14 Джереми Грегуар, Бе-Комо Дрэккэр
- 2012–13 Шарль-Давид Бедойн, Дрюммонвилль Вольтижерс
- 2011–12 Джонатан Брюнель, Кейп-Бретон Скримин Иглз
- 2010–11 Николас Террьен, Шикутими Сагенинс
- 2009–10 Доминик Ялбер, Шикутими Сагенинс
- 2008–09 Пэйтон Лиске, Сент-Джон Си Догз
- 2007–08 Роберт Слэни, Кейп-Бретон Скримин Иглз
- 2006–07 Александре Пикар-Хупер, Бе-Комо Дрэккэр
- 2005–06 Пьер-Марк Жилбо, Шавиниган Катарактез
- 2004–05 Гийом Демерс, Кейп-Бретон Скримин Иглз
- 2003–04 Николас Лаплант, Акади-Бэтхёрст Тайтан
- 2002–03 Эрик Л'Итальен, Руэн-Норанда Хаскис
- 2001–02 Оливье Мишо, Шавиниган Катарактез
- 2000–01 Жан-Филипп Бриер, Римуски Осеаник
- 1999–00 Яник Леху, Бе-Комо Дрэккэр
- 1998–99 Кристиан Робишо, Викториавилл Тайгерз
- 1997–98 Мишель Трамбле, Шавиниган Катарактез
- 1996–97 Люк Вайянкур, Бьюпорт Хэрфэнгз
- 1995–96 Марк Дени, Шикутими Сагенинс
- 1994–95 Даниэль Бриер, Дрюммонвилль Вольтижерс
- 1993–94 Патрик Буало, Лаваль Титан Колледж Франсе
- 1992–93 Жослен Тибо, Шербрук Фауконс
- 1991–92 Симон Тупен, Бьюпорт Хэрфэнгз
- 1990–91 Бенуа Ларос, Лаваль Титан
- 1989–90 Яник Перро, Труа-Ривьер Дравью
- 1988–89 Даниель Лакруа, Гранби Бизонз
- 1987–88 Стефан Борегар, Сен-Жан Кэсторс
- 1986–87 Патрис Трамбле, Шикутими Сагенинс
- 1985–86 Бернар Морен, Лаваль Титан
- 1984–85 Клод Госселин, Квебек Ремпартс
- 1983–84 Жильбер Паймент, Шикутими Сагенинс
- 1982–83 Клод Госселин, Квебек Ремпартс
- 1981–82 Жак Сильвестр, Гранби Бизонз
- 1980–81 Франсуа Леконт, Монреаль Джуниорс